# Juan Cordeiro da Silva
Juan Cordeiro da Silva fou un compositor i organista portuguès del segle xviii.
S'ignoren les dades referents al seu naixement i la seva mort. Només se sap que en els últims anys d'aquella centúria fou el músic predilecte de la cort portuguesa, estrenant en els palaus d'Ajuda i Queluz fins a nou òperes i diversos oratoris.
Els títols de les primeres són:
- Arcadia in Brenta
- Il natale di Gedive, (1778)
- Idalide e Cambise, (1780)
- Il rato di Proserpina, (1784)
- Archelao, (1785)
- Megare Tebane, (1788)
- Telemaco nell' isola di Calypso, (1788)
- Lindani e Dalmiro, (1789)
- Philemon e Baucis, (1789)

Entre els seus oratoris el titulat Salomé, mae dos sete martyres machabeus, cantat al palau d'Ajuda el 1789.